# Elizabeth Cabezas
Elizabeth Cabezas Guerrero (sinh ngày 14 tháng 6 năm 1963, Riobamba) là một nhà kinh tế và chính trị gia người Ecuador. Bà được bầu làm Chủ tịch Quốc hội vào ngày 14 tháng 3 năm 2018.

## Sự nghiệp chính trị
Cabezas đã được bầu vào Metropolitan Council of Quito  của Quito vào tháng 8 năm 2009. Cô tiếp theo được bầu vào Quốc hội trong cuộc tổng tuyển cử ở Ecuador năm 2017 để đại diện cho tỉnh Pichincha và Liên minh PAIS. Cuộc bầu cử của bà đã bị chỉ trích bởi đảng Thống nhất, người bị cáo buộc gian lận bầu cử. Cáo buộc này đã bị National Election Council (Ecuador) bác bỏ.

### Chủ tịch Quốc hội

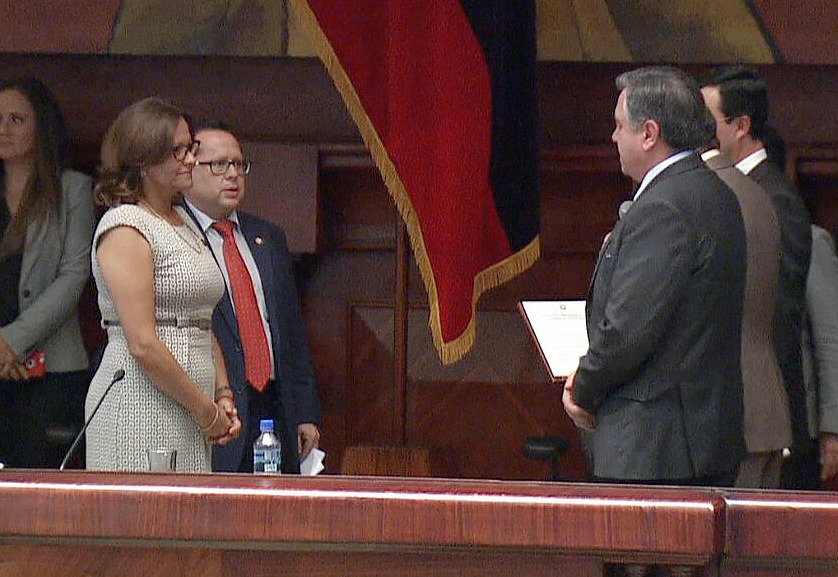
Elizabeth Cabezas trong nhiệm kỳ làm President of the National Assembly (Ecuador)

Sau sự sa thải của José Serrano Salgado và cải tổ trong Liên minh PAIS do Lenin Moreno, Cabezas được bầu làm mới Chủ tịch Quốc hội vào ngày 14 tháng 3 năm 2018. Một phần của Liên minh PAIS vẫn trung thành với Rafael Correa lên án cuộc bầu cử của mình là không hợp hiến.

## Trích dẫn
1. ↑  “Asamblea escoge a Cabezas para presidir el legislativo”. Vistazo (bằng tiếng Tây Ban Nha). 14 tháng 3 năm 2018. Truy cập ngày 14 tháng 3 năm 2018.
2. ↑  “Elizabeth Cabezas, nueva presidenta de la Asamblea Nacional”. El Telégrafo (bằng tiếng Tây Ban Nha). 14 tháng 3 năm 2018. Truy cập ngày 14 tháng 3 năm 2018.
3. ↑  “Hoja de vida de Elizabeth Cabezas” (PDF) (bằng tiếng Tây Ban Nha). PAIS Alliance. Bản gốc (PDF) lưu trữ 15 Tháng 3 2018. Truy cập ngày 14 tháng 3 năm 2016. Kiểm tra giá trị ngày tháng trong: |archive-date= (trợ giúp)
4. ↑  “Moncayo aclara su posición frente a la segunda vuelta y denuncia inconsistencias”. Ecuavisa (bằng tiếng Tây Ban Nha). 24 tháng 2 năm 2017. Truy cập ngày 15 tháng 3 năm 2018.
5. ↑  “Natasha Rojas denuncia supuestas inconsistencias conteo votos”. Televicentro Channel 5 (bằng tiếng Tây Ban Nha). 24 tháng 2 năm 2017. Bản gốc lưu trữ ngày 25 tháng 7 năm 2019. Truy cập ngày 15 tháng 3 năm 2018.
6. ↑  “Elizabeth Cabezas es la nueva presidenta de la Asamblea Nacional”. El Comercio (bằng tiếng Tây Ban Nha). 14 tháng 3 năm 2018. Truy cập ngày 14 tháng 3 năm 2018.